# Склады купеческого общества
Склады купеческого общества — уникальный для Калининградской области и России архитектурный памятник, находящийся в Советске, сохранившийся дом-склад в европейском стиле фахверк. Здание является объектом культурного наследия и достопримечательностью города Советска.

## Описание

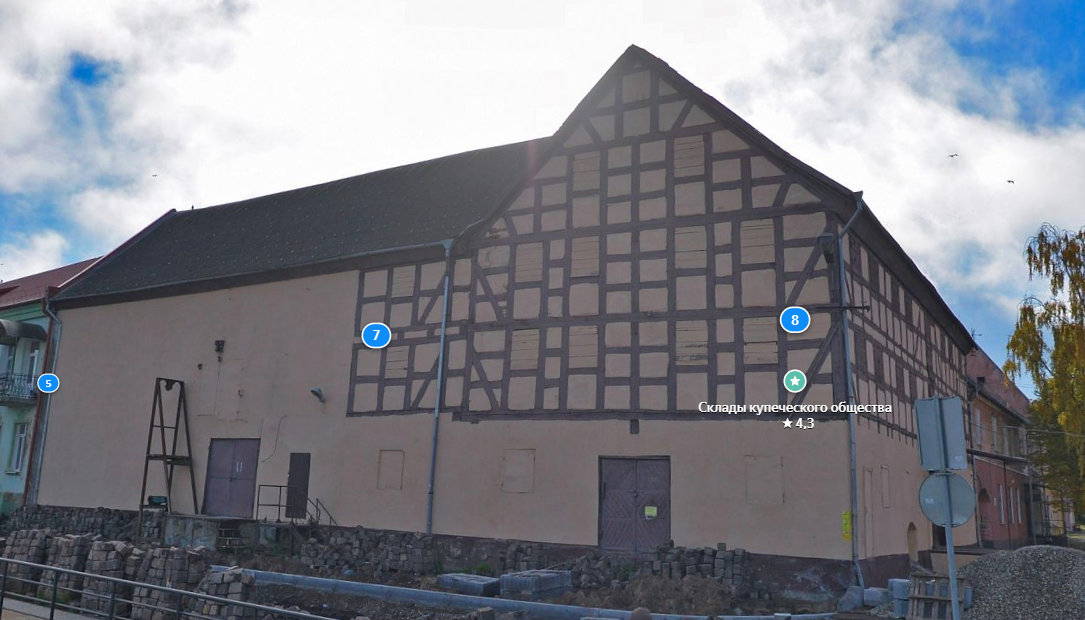
Фахверковое здание(после реставрации)

Здание склада купеческого общества было построено в Тильзите в 1835 году в популярном в Северной Европе стиле фахверк. Находится почти на берегу реки Неман, недалеко от известного моста королевы Луизы.
В настоящее время здание используется по прямому первоначальному предназначению — как склад строительных материалов. Считается, что несмотря на изношенный вид, здание выглядит строго и эффектно, поэтому вызывает большой интерес у туристов и гостей города.
В современный период в Калининградской области сохранилось лишь несколько зданий в стиле фахверк, два из них также находятся в посёлке Железнодорожном Правдинского района, 2 в Зеленоградске и 1 ДК Рожкова в Янтарном.
Выявленный памятник архитектуры.
Недавно была выявлена надпись при реставрации здания: "Крем суп - грузинское блюдо", было указано на отрывке газеты при демонтаже стены на 2 этаже здания. И

-"Марина Дура." Цитата бойца Миномётного полка РККА Кутлалиева. Д. Р 2-го Белорусского фронта.

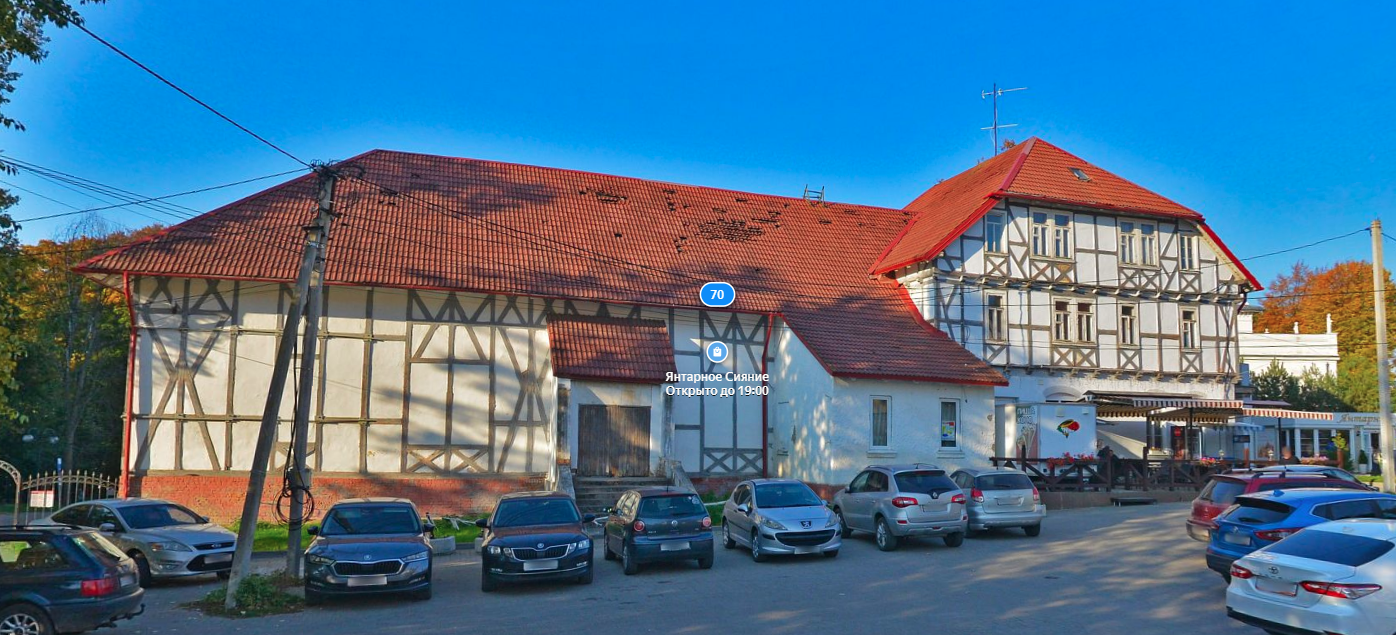
Фахверк посёлка Янтарный

## Примечания

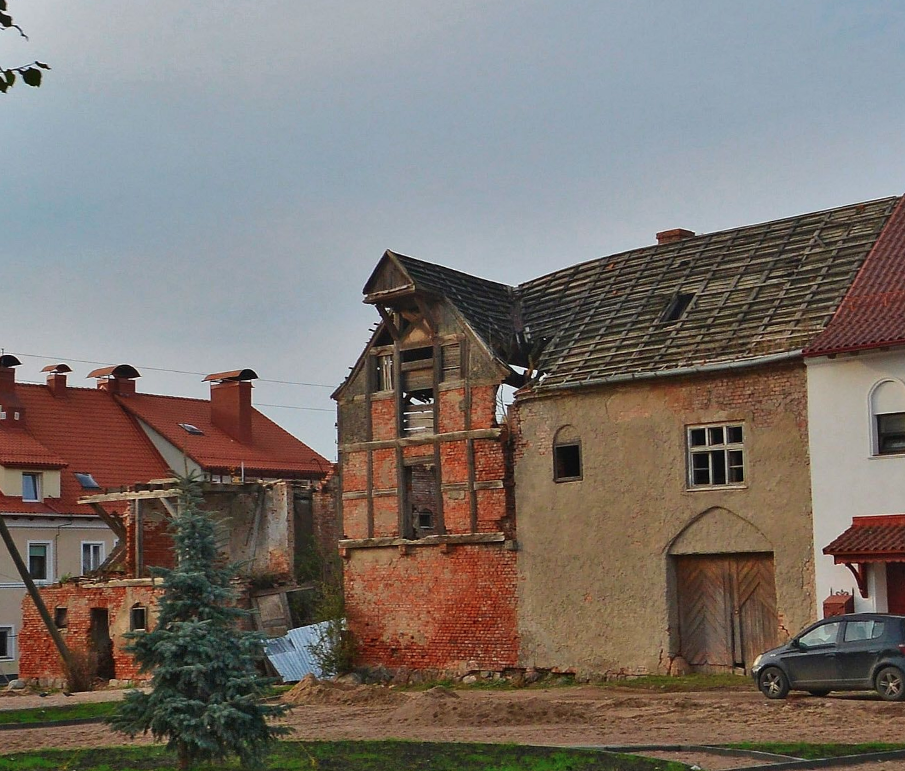
Фахверк посёлка Железнодорожный